# Kuh-e Safaije
Kuh-e Safaije (perz. كوه صفائیه, ili Kuh-e Sorsore) je malena planina u Iranu kod grada Raja, južnog dijela anglomeracije Teherana. Smještena je zapadno od planine Kuh-e Bibi Šahrbanu odnosno jugoistočno od arheološkog lokaliteta Češme-Alija, a proteže se oko 0,5 km u smjeru istok-zapad. Nadmorska visina najvišeg vrha iznosi 1122 m, no u odnosu na okolicu izdiže se svega 50-ak metara i vizualno djeluje kao brežuljak. Pri vrhu se nalazi tvrđava Raškan iz partskog razdoblja do koje vodi stubište, jugozapadne padine obiluju arheološkim ostacima iz razdoblja vladavine srednjovjekovne dinastije Bujida, na zapadu se nalazi gradski park, a na sjeveru velika cementara.

## Poveznice
- Teheran
- Kuh-e Bibi Šahrbanu
- Tvrđava Raškan